# Mustafa Barzani
Molla Mustafa Barzani (în kurdă:Mela Mistefa yê Barzanî sau مستەفا بارزانی ,în arabă:الملا مصطفى البارزاني Al Molla Mustafa Al Barzani, 14 martie 1903, Barzan, în zona Kurdistanului irakian, pe atunci în Imperiul Otoman, - 1 martie 1979, Washington, D.C.) a fost un conducător militar și politican kurd, președintele fondator al Partidului Democrat Kurd. Barzani a condus lupta națională armată pentru autonomia poporului kurd în Iran și mai ales în Irak.  

## Biografie

### Copilăria și tinerețea
Născut în 1903 în satul Barzan,din nordul Kurdistanului irakian, care în acea vreme făcea parte din Provincia Mosul din Imperiul Otoman. Familia sa este una din cele mai mari din regiune și aparține ordinului religios sufit Naqshabandi. Mustafa era nepot al șeicului Said Barzani și al cincilea fiu al șeicului Muhammad Barzani, care a murit la scurt timp după nașterea sa. Mustafa a fost crescut de fratele său, șeicul Abd as Salaam, iar după arestarea acestuia de către turci în anul 1914, de către alt frate, Ahmed Barzani (1896-1969), care a stat în fruntea luptei kurzilor irakieni pentru autodeterminare până în anii 1930. După spusele sale, prima sa amintire din copilărie era de după arestarea familiei sale de către călăreții din tribul Hamidiye, aflați în slujba otomanilor, când s-a văzut în închisoare la Diyarbakır împreună cu mama sa. La vârsta de 12 ani a asistat la spânzurarea fratelui său, Abd as Salaam , din ordinul guvernatorului otoman al Mosulului, pentru motivul de a se fi răsculat contra stăpânirii.
A învățat la școala din satul sau natal si apoi a urmat școli religioase (medrese) în Turcia și apoi la Suleimaniye, unde s-a distins la învățătură.
În 1919 și Mustafa a luat parte, în fruntea unui detașament de luptători, la răscoala kurdă condusă de Mehmûd Berzincî contra noilor stăpânitori ai regiunii, britanicii. La scurt timp după aceea a participat la o expediție menită să salveze mai multe familii de armeni din mâinile turcilor.
Ca trimis al fratelui său, Ahmed Barzani, Mustafa l-a vizitat pe un alt conducător al kurzilor, șeicul Said. 
În anii 1931 -1932 Mustafa a participat activ la răscoala tribului Barzani condusă de fratele său Ahmed, contra monarhiei hașemite irakiene, învingând în valea Waja doua batalioane irakiene, întărite de trei companii de cavalerie și de  poliție și de o baterie de artilerie. După reprimarea răscoalei Ahmed ți Mustafa Barzani au fost surghiuniți în Turcia. Apoi beneficiind de o amnestie s-a întors în patrie. Numai că, în ciuda promisiunilor, autoritățile l-au exilat de îndată, împreună cu toată familia, în sudul Irakului iar după aceea la Suleimaniye.În acea vreme a supraviețuit și primei tentative de asasinat, când guvernatorul Mosulului a pus să-i otrăvească cafeaua.

### Primul război arabo-kurd din 1943-1945.Republica Mahabad, 1946
În 1939 Barzani a intrat în legătură cu partidul național kurd Hiwa (Speranța), înființat atunci de intelectuali și orășeni din generația mai tânără, care se opunea panarabismului și era interesat să-și lărgească sfera de influență în rândurile triburilor.
Cu ajutorul celor din Hiwa în 1943, în anii celui de-Al Doilea Război Mondial Barzani a fugit din Suleimaniye în Iran. Adunând acolo un detașament de luptători, Barzani a revenit în acelaș an în patrie, în partea irakiană a Kurdistanului, unde a câștigat poziția oficială de conducător al unui Eșiret, adică al unei confederații de triburi, și a ridicat din nou steagul revoltei. Oamenii săi au reușit să dezarmeze toate stațiile de poliție irakiană din regiune.
La sfatul britanicilor în 1944 Barzani a fost lăsat să vină la Bagdad și guvernul irakian sub conducerea lui Nuri pașa Said a semnat cu el un armistițiu, promițând amnistia pentru el si familia sa, un ajutor pentru zonele kurde lovite de foamete, și acordând zonei Barzan și altor zone kurde un grad de autonomie, fiind separate de guvernatoratul Mosulului. 
În iunie 1944 regentul Irakului, Abd al-Ilah l-a înlocuit pe Nuri Said cu Hamdi al Pachachi la conducerea guvernului, iar noul cabinet nu a aplicat clauzele acordului cu kurzii. La mijlocul anului 1945 Pachachi a respins cererile lui Barzani. În aceste împrejurări în august 1945 ostilitățile militare au fost reluate, armata irakiană intervenind in Kurdistan cu ajutorul tancurilor și aviației britanice. După câteva prime succese, Barzani a fost nevoit să părăsească zona și să fugă în Iran. Împreună cu întregul său trib de 10.000 de oameni, din care 2000 de bărbați înarmați, el s-a refugiat în zona de ocupație sovietică din nord-vestul Iranului, unde, în Kurdistanul oriental iranian, la scurt timp după aceea, a luat ființă Republica de la Mahabad, un stat kurd sub conducerea lui Kazi Muhammad.În acel an el a fost numit general în armata efemerei republici. În absența sa, la 16 august 1946 a luat ființă la Bagdad Partidul Democrat Kurd, Barzani fiind ales președintele acestuia.

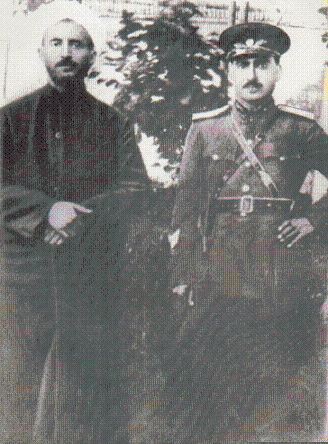
Kazi Muhammad, președintele Republicii kurde de la Mahabad și Mustafa Barzani în 1946

### Refugiul în Uniunea Sovietică
După retragerea armatei sovietice din Iran în primăvara anului 1946, conform acordurilor de la Ialta, în decembrie 1946 Republica Mahabad a fost reprimată de către forțele iraniene, iar președintele Kazi care a refuzat să fugă, a fost spânzurat în piața centrală Char Chira a capitalei sale. Barzani și tribul său s-a găsit atunci într-o situație dificilă. Au refuzat sa se predea iranienilor și În aprilie 1947 s-a decis, ca tribul să revină în Kurdistanul irakian. Nevoiți să se masoare cu forțe iraniene, irakiene și turce, Barzani însuși, însoțit de 500 de luptători (denumiți Peshmerga = adica "Spre moarte"), a fugit apoi din Barzan, în cursul a ceea ce s-a numit apoi „marșul cel lung”, prin Turcia și nord-estul Iranului, până în Azerbaidjanul sovietic. În drum el a înfrânt o trupă iraniană lângă orașul Maku din Azerbaidjanul iranian, apoi a ajuns la râul Araks și la 17-18 iunie 1947 a trecut pe teritoriul sovietic în zona Nahicevan. Dupa memoriile lui Pavel Sudoplatov, una din figurile principale ale serviciilor secrete sovietice, Barzani a sosit pe teritoriul sovietic, însoțit de 2000 de luptători și inca circa 2000 de aparținători. Ei au fost dezarmați și închiși într-un lagăr, în zona Baku, unde au primit și un antrenament militar. Majoritatea  au fost  ulterior cazați provizoriu în sate din apropierea Tașkentului, în Uzbekistan, până ce se vor ivi condiții pentru repatrierea lor în Kurdistan. Autoritățile sovietice au trimis pe Barzani și pe ofițerii săi la studii militare și politice în academii militare din Rusia. Lui Barzani i s-a permis să domicilieze la Moscova, unde a lucrat ca simplu muncitor și a studiat la academia militara. La sfârșitul acestor studii i s-a recunoscut gradul de general. Între timp patru din ofițerii lui Barzani -Muhammad Kudsi, Hairullah Abdulkarim, Mustafa Khoshnaw, Izzat Abdulaziz - care se întorseseră din Iran în Irak, și care se încrezuseră în amnistia anunțată de guvernul irakian, au fost executați acolo la 19 iunie 1947.

### După căderea monarhiei hașemite irakiene
În anul 1958 monarhia a căzut în Irak sub loviturile unei lovituri de stat militare („Revoluția irakiană din 14 iulie 1958”) Noua constituție prevedea formal recunoașterea caracterului binațional al Irakului - arab și kurd. Noul conducător al Irakului, generalul Abd al-Karim Kassem, l-a chemat pe Barzani să revină în patrie. La 21 iulie 1958 Barzani a plecat din Moscova, trecând prin România, Cehoslovacia și Egipt înapoi în Irak.
La 6 octombrie 1958 a aterizat la Bagdad. Kassem l-a copleșit cu privilegii, i-a conferit o vilă la Bagdad, ce aparținuse fostului prim-ministru monarhist Nuri Said, și o limuzină.
A făcut aceasta pentru a câștiga sprijinul triburilor kurde împotriva șefilor de trib arabi pro-monarhiști și a naționaliștilor arabi , inclusiv a Partidului Baas.În anul 1960 Partidul Democrat Kurd a primit un statut legal.

### În fruntea răscoalelor kurzilor 1961-1975

#### Răscoala din septembrie 1961-1974

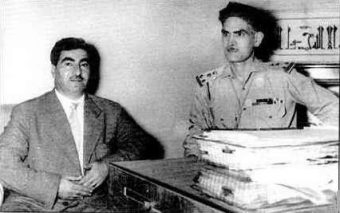
Mustafa Barzani (la stânga) alături de cel dintâi conducător al Republicii Irak, generalul Kassem

Relațiile lui Barzani cu președintele Kassem s-au deteriorat când Barzani nu a acceptat autonomia limitată propusă de Kassem, și a cerut ca limba kurdă sa fie recunoscută ca limbă oficială prioritară în regiunile kurde ale Irakului și ca poliția și unitățile militare din aceste regiuni să fie recrutate exclusiv din rândurile kurzilor. Kassem insusi s-a apropiat de poziția nationalistă arabă a nasseriștilor.
La începutul anului 1961 Barzani a părăsit Bagdadul și a început pregatiri pentru o nouă eventuală insurecție. Cu fonduri primite din Uniunea Sovietică a cumpărat armament și munitii. În iulie 1961 a izbucnit un conflict local între tribul Barzanilor și cel al Zibarilor, sprijiniți de Bagdad. Învinși, conducătorii Zibarilor s-au refugiat în Turcia. În septembrie 1961 au izbucnit răzmerițe ale kurzilor în jurul orașului  Suleimaniye, unde au fost reprimate rapid de către trupele irakiene, și în jurul Erbilului, unde ostilitățile au continuat până în decembrie. Mustafa Barzani, cu o trupă de 640 de partizani, între care veterani care îl însoțiseră în U.R.S.S. s-au refugiat în munți, în regiunea Zakho. După ce în septembrie și octombrie 1961 aviația militară irakiană a atacat Barzanul și a incendiat 1270 sate kurde, în decembrie 1961 Barzani și Partidul Democrat Kurd, care ezitase asupra rupturii cu regimul de la Bagdad, au decis să preia ei înșiși conducerea răscoalei. În munții Kurdistanului Barzani și oamenii săi au creat o entitate cvasi independentă, cu instituții proprii de guvernământ.
De menționat că de îndată după întoarcerea sa în Irak în 1958 au izbucnit în sânul Partidului Democrat Kurd lupte pentru putere . Mollah Mustafa Barzani a fost acuzat de numeroși factori kurzi, mai ales intelectuali cu o orientare mai de stânga, printre care Jalal Talabani și Ibrahim Ahmed, de conservatism și tribalism, că a creat o prea strânsă conexiune între mișcarea națională kurdă și structurile tribale, și că ar fi fost călăuzit de dorința de a crea o putere personală. Carisma și atitudinea de neabătut a lui Barzani a trezit admirația față de el în rândurile multor kurzi care au văzut în el personificarea luptei poporului lor pentru autodeterminare.
În 1964 el a obținut îndepărtarea lui Ibrahim Ahmed și a oamenilor săi din PDK.
În anul 1966 Barzani a ajuns la un acord cu primul ministru Abd ar-Rahman Al Bazzaz care a recunoscut anumite drepturi și aspirații ale kurzilor. Dar Al Bazzaz a fost demis curand și acordul a rămas literă moartă.
În martie 1970, după zece ani de lupte intermitente, Barzani a semnat la Tikrit, împreună cu vicepreședintele Irakului, Saddam Hussein, un nou acord de armistițiu considerat la vremea respectivă considerat „istoric”, cu guvernul baasist irakian- cunoscut ca „Manifestul din Martie”, care promitea o autonomie pentru kurzi și acordarea unei amnistii generale pentru luptătorii rebeli. Și aplicarea  acestuia a dezamăgit. În 1974 s-a promulgat în Irakul lui Saddam Hussein o lege a autonomiei, care recunoștea și statutul limbii kurde ca a două limbă oficială a Irakului,  dar nu includea în autonomia kurdă Kirkuk, Khanaqin și alte orașe cu numeroasă populație kurdă și punea Kurdistanul sub deplin control al armatei irakiene. Unul din fiii lui Barzani, Ubaydallah a abandonat in acei ani PDK preferând să coopereze cu regimul Saddam de la Bagdad. 

#### Al doilea război arabo-kurd 1974-1975
În martie 1974, Barzani, nemulțumit, a ridicat din nou steagul revoltei, cu sprijinul, mai ales financiar, dar uneori și al artileriei Iranului. Luptele au fost deosebit de grele,armata  Irakului 
beneficiind de o netă superioritate, inclusiv in spatiul aerian și în blindate, datorită dotării cu armament sovietic.
Răscoala a fost înfrântă în cele din urmă, martie 1975, după ce, pe neașteptate, Iranul a semnat la 5 martie 1975 acordul de la Alger cu regimul baasist irakian și și-a retras sprijinul. Ambasadorul american Helms a fost anunțat de șah că americanii, al căror ajutor fusese în trecut solicitat de Iran, trebuiau să înceteze în acel moment orice asistență pentru kurzi. La 11 martie șahul l-a primit in audiență pe Barzani și pe trimisul său la Teheran, Shafik Qazaz, anunțându-i ca suspenda orice ajutor și că kurzii vor avea la dispoziție o lună de zile pentru a se putea refugia in Iran, după care granița  va fi închisă. La 18 martie Barzani și-a anunțat oamenii că renunță la conducerea luptei armate. El a plecat în Iran cu familia sa și odata cu câteva mii de refugiați. A fost cazat la Teheran, unde i s-a pus la dispoziție un domiciliu controlat de securitatea iraniană, practic într-un regim de arest la domiciliu.
Cu tot prestigiul păstrat de Barzani în decursul anilor, în 1975 după semnarea acordului de la Alger, disputele intestine din partid au dus la sciziunea Partidului Democrat Kurd prin separarea Uniunii Patriotice a Kurdistanului
de sub conducerea lui Jalal Talabani, a unei fracțiuni pro-irakiene sub conducerea lui Hashim Aqrawi și a fiului cel mare al lui Barzani, Ubaidullah Barzani, și a Partidului Revoluționar Kurd condus de Abd as-Sattar Sharif.

### Ultimii ani

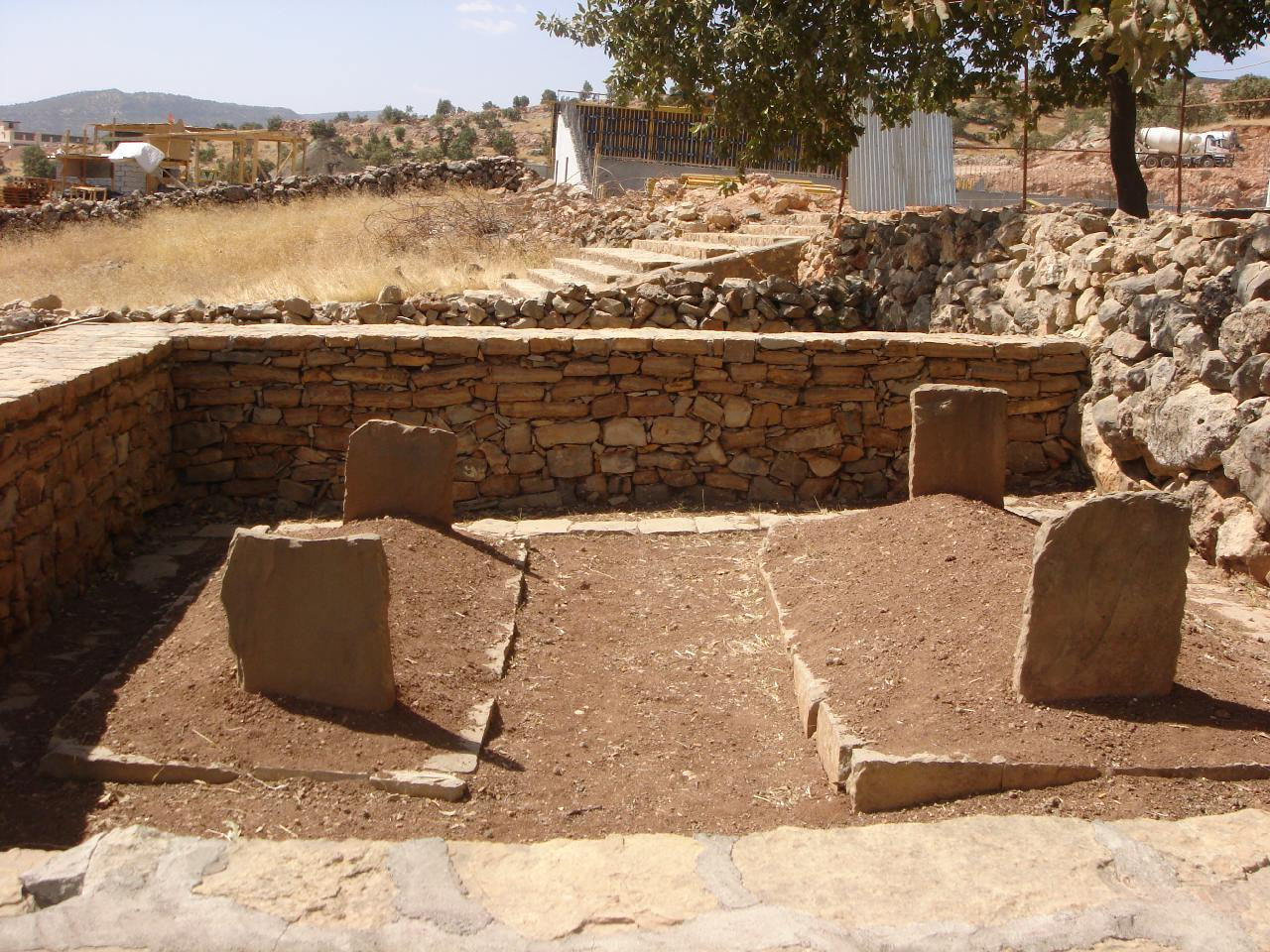
Mormintele lui Mustafa Barzani și Idris Barzani la Barzan

În iulie 1975 la Teheran lui Barzani, care era un vechi fumător de tutun, i-a fost diagnosticat un cancer pulmonar.Din acest motiv în august 1975 a plecat cu acordul Iranului și al SUA la tratamente în Statele Unite, la Clinica Mayo din Rochester, Minnesota. A evitat sa înceapă proceduri diagnostice și de tratament în Iran pentru a nu rămâne blocat acolo. Voia cu aceasta ocazie să se elibereze un pic din semi-arestul iranian și să pledeze cauza poporului său pe lânga administrația Nixon și secretarul de stat Kissinger.
Americanii nu au văzut în el un oaspete binevenit, deoarece erau interesați să păstreze în secret legăturile CIA și ale administrației SUA cu rebelii kurzi. 
Kissinger nu a acceptat să-l întâlnească, și l-a însărcinat cu aceasta pe subsecretarul de stat Joseph Sisco.  După tratamentele urmate, în octombrie, in ciuda obiecțiunilor sale, Barzani a fost transportat înapoi în Iran. Din motive de sănătate, a trebuit să revină în S.U.A. în iunie 1976. Între timp Iranul a fost zguduit de revoluția islamică care l-a răsturnat pe șah. 
Barzani a murit la spitalul Georgetown din Washington în martie 1979. Fiii săi, Masud și Idris Barzani i-au succedat la conducerea Partidului Democrat Kurd. Rămășițele sale pământești au fost transferate la 5 martie la Oshnavie, la vest de Mehabad, în Iran. La 6 octombrie 1993 în plină perioadă de ostilități militare, ele au fost mutate și reîngropate în satul sau natal, Barzan, alături de fiul său, Idris.  
Molla Mustafa Barzani a avut 10 copii: Sabir, Luqman, Ubeidullah (1927-1980s?), Idris, Masud, Sidad, Nihad, Dilshad, Sihad și Wecih.
Moștenitorul său la conducerea Partidului Democrat Kurd este fiul său Masud Barzani (născut în 1946), care îndeplinește din anul 2005 și funcția de președinte al Kurdistanului irakian autonom
Din anul 2012 prim-ministrul Kurdistanului irakian autonom este Nêçîrvan Îdrîs Barzanî, nepotul său, de la fiul său Idris, care a mai îndeplinit această funcție în anii 2006-2009